# Contact Dermatitis
Contact Dermatitis ist eine wissenschaftliche Fachzeitschrift, die vom Wiley-Blackwell-Verlag veröffentlicht wird. Sie erscheint mit 13 Ausgaben im Jahr. Es werden Arbeiten aus den Bereichen der Allergie und der Dermatologie veröffentlicht.
Der Impact Factor lag im Jahr 2014 bei 3,747. Nach der Statistik des ISI Web of Knowledge wird das Journal mit diesem Impact Factor in der Kategorie Allergie an fünfter Stelle von 24 Zeitschriften und in der Kategorie Dermatologie an achter Stelle von 62 Zeitschriften geführt.